# Chameanita
La chameanita és un mineral de la classe dels sulfurs. Rep el nom de la localitat de Chaméane, a França, on es troba la seva localitat tipus.

## Característiques
La chameanita és un sulfur de fórmula química (Cu,Fe)₄As(Se,S)₄. Va ser aprovada com a espècie vàlida per l'Associació Mineralògica Internacional l'any 1980. Cristal·litza en el sistema isomètric. La seva duresa a l'escala de Mohs és 4,5.
Segons la classificació de Nickel-Strunz, la chameanita pertany a 02.LA.10, sulfosals sense classificar sense Pb essencial, juntament amb: dervil·lita, daomanita, vaughanita, criddleïta, fettelita, arcubisita, mgriïta, benleonardita, tsnigriïta, borovskita i jonassonita.
L'exemplar que va servir per a determinar l'espècie, el que es coneix com a material tipus, es troba conservat a l'Escola Nacional de Mines de París (França).

## Formació i jaciments
Va ser descoberta al dipòsit d'urani de Chaméane, a la localitat homònima de la comuna de Sauxillanges (Alvèrnia-Roine-Alps, França). També ha estat descrita a dos dipòsits de la República Txeca i a una mina de l'Argentina.